# Tricycleopsis tibialis
Tricycleopsis tibialis är en tvåvingeart som beskrevs av Hiromu Kurahashi 1972. Tricycleopsis tibialis ingår i släktet Tricycleopsis och familjen spyflugor. Inga underarter finns listade i Catalogue of Life.